# Мати Мандел
Мати Мандел (на естонски: Mati Mandel) е естонски археолог и историк. Куратор в Естонския исторически музей.

## Биография
Мати Мандел е роден на 11 юни 1945 г. в град Тарту, Естонска ССР (днес Естония), СССР. През 1972 г. завършва специалност „Археология“ в Историческия факултет на Тартуския университет. През 1992 г. защитава магистърската си дисертация на тема „Боен нож и меч в древна Естония“, а през 2003 г. докторска дисертация на тема „Погребения в Ляяне през V – XIII век“.